# Десять главных учеников Будды

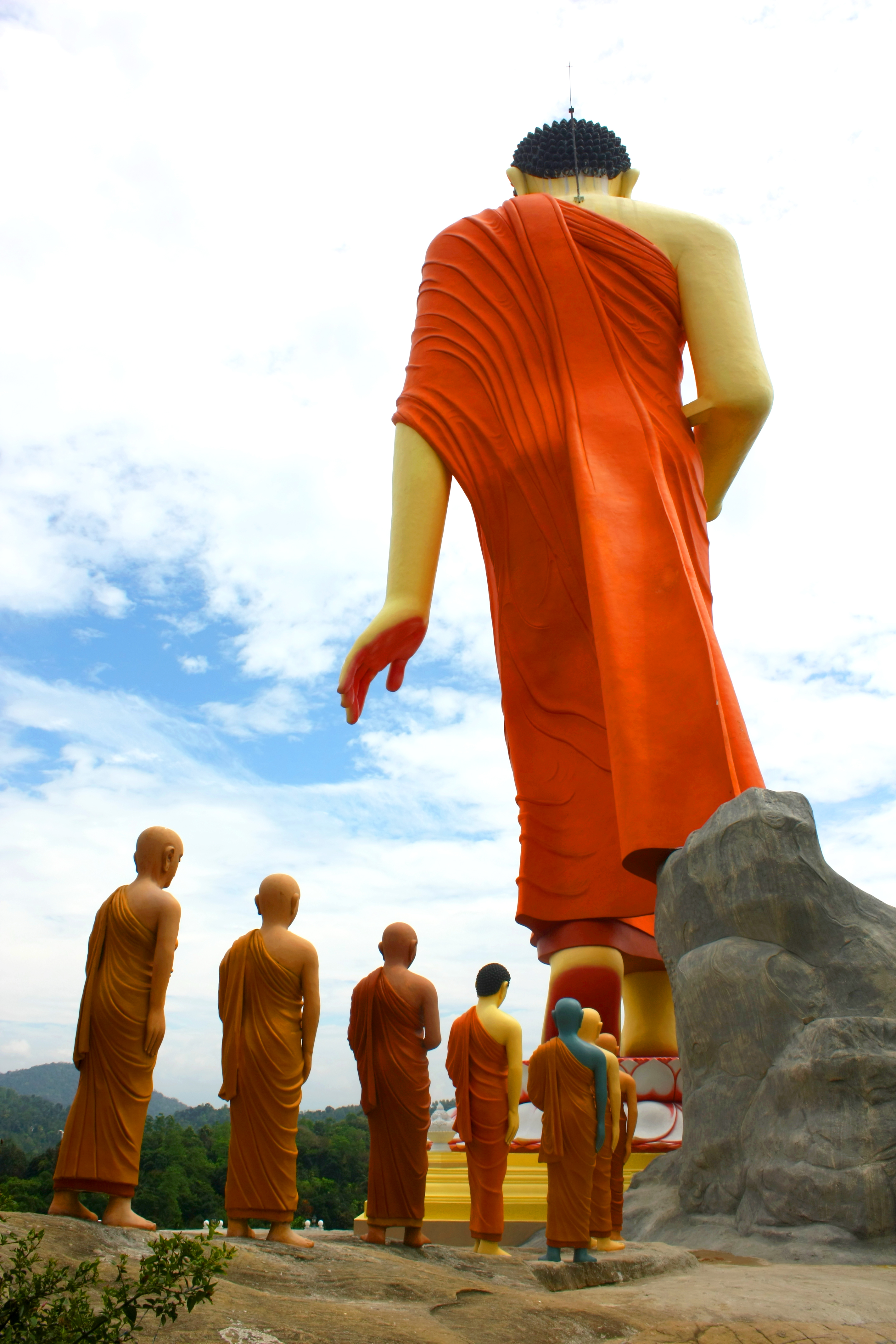
Будда и его ученики. Канди, Шри-Ланка

Подразумеваются десять главных учеников Гаутамы Будды. В разных источниках данные об учениках отличаются. Во многих наставлениях Махаяны десять учеников упоминаются в разном порядке. Изображения десяти учеников можно найти в пещерах Могао. Упоминания о них в текстах встречаются начиная с IV века до н. э. до XII века н. э. Это наиболее почитаемые ученики среди последователей Будды, особенно в Китае и Центральной Азии. Десять учеников упоминаются среди прочих в тексте Махаяны Вималакирти-нидеша, где их называют «десять мудрецов», термином, который обычно используется для учеников Конфуция.

## Шарипутра
Шарипутра (санскр. शारिपुत्र, пали sāriputta, кит. 舍利子 Shèlìzǐ) (букв. «Сын Шари»), урождённый Упатисса (пали Upatissa), был одним из выдающихся последователей Будды. Он считается первым из двух его главных учеников вместе с Маудгальяяной (пали Moggallāna). Шарипутра играл ключевую роль в миссионерской деятельности Будды и во многих буддийских школах считается важным деятелем в развитии Абхидхармы. Он упоминается в нескольких сутрах Махаяны и иногда служит в них в качестве контрапункта для представления буддизма Хинаяны.
Буддийские тексты рассказывают, что Шарипутра и Маудгальяяна c детства дружили и в юности отправились странствовать. Проведя некоторое время в поисках духовной истины, они соприкоснулись с учением Будды и стали монахами, после чего Будда объявил друзей своими главными учениками. Считается, что Шарипутра стал архатом через две недели после рукоположения. Как главный ученик, Шарипутра взял на себя руководящую роль в сангхе, присматривая за монахами и давая им объекты для медитации, разъясняя положения доктрины. Он был первым учеником, которому Будда позволил проводить обряд рукоположения. Шарипутра умер незадолго до паринирваны Будды в своем родном городе и был кремирован. Согласно буддийским текстам, его мощи хранились в монастыре Джетавана. Археологические находки, сделанные в 1800-х годах, позволяют предположить, что мощи могли быть перераспределены более поздними правителями по всему Индийскому субконтиненту.
Шарипутра особенно почитаем в буддизме Тхеравады. В буддийском искусстве его часто изображают рядом с Буддой, обычно справа от него. Шарипутра был известен строгим соблюдением буддийских монашеских правил, а также своей мудростью и способностями к обучению, благодаря чему его называют «Полководцем Дхармы» (санскр. Dharmasenapati, пали Dhammasenāpati). Будда провозгласил Шарипутру непревзойдённым в мудрости учеником. Среди монахинь этот статус имела Кхема.

## Маудгальяяна
Маудгальяяна (пали Moggallāna), также известный как Махамаудгальяяна, урождённый Колита, был одним из ближайших последователей Будды. Он считается вторым из двух главных учеников Будды, вместе с Шарипутрой. Согласно традиционным источникам, Маудгальяяна и Шарипутра в юности отправились на поиски духовной истины. Спустя некоторое время благодаря Ассаджи они познакомились с буддийской доктриной. В конце концов они повстречали самого Будду и были посвящены им в монахи. Вскоре после этого Маудгальяяна достиг просветления.
Маудгальяяну и Шарипутру связывала глубокая духовная дружба. В буддийском искусстве их изображают как двух учеников, сопровождающих Будду, и как проповедников Дхаммы. Маудгальяяна известен своими сверхъестественными способностями и его часто изображают использующим эти силы в качестве методов обучения. Во многих ранних буддийских текстах Маудгальяяна играет важную роль в воссоединении монашеской общины после раскола, вызванного Девадаттой. Кроме того, с Маудгальяяной связывают создание первого изображения Будды. Маудгальяяна умер в возрасте восьмидесяти четырёх лет, подвергшись нападению. Эта насильственная смерть представлена в буддийских писаниях как результат кармы Маудгальяяны, который в предыдущей жизни убил своих родителей.
Маудгальяяна стал известен своей сыновней почтительностью благодаря популярному постканоническому рассказу о том, как он передал свои заслуги умершей матери. Во многих буддийских странах возникла традиция, известная как фестиваль призраков, во время которого люди передают свои заслуги предкам. Маудгальяяна также традиционно ассоциируется с медитацией и иногда с текстами Абхидхармы, а также со школой Дхармагуптаки. В XIX веке были найдены приписываемые ему реликвии, которые обрели широкое почитание.

## Махакашьяпа
Маха Кашьяпа или Махакашьяпа (пали Mahākassapa) считается в буддизме архатом, более всего в преуспевшим в аскетической практике. Махакашьяпа взял на себя руководство монашеской общиной после паранирваны Будды, возглавив Первый буддийский совет. В ряде ранних буддийских школ он считался первым патриархом и продолжает играть важную роль в традициях чань и дзэн. В буддийских текстах он предстаёт во множестве ипостасей: отрёкшегося от мира святого, законодателя, противника установленного порядка, но также и «гаранта справедливости в будущем» во времена Майтрейи. Его описывали как «отшельника, друга человечества и даже изгоя».
В канонических буддийских текстах нескольких традиций говорится, что Махакашьяпа, которого при рождении назвали Пиппали, принадлежал к касте брахманов. Он женился по расчету на женщине по имени Бхадда Капилани. Однако оба они стремились к безбрачию и решили не вступать в  супружеские отношения. Понимая, что ведение сельского хозяйства причиняет вред живым существам, они оба оставили мирскую жизнь и отправились нищенствовать. Пиппали встретил Будду и был посвящён в монахи под именем Кашьяпа, но позже его начали звать Махакашьяпой, чтобы не путать с другими монахами. Махакашьяпа стал для Будды столь важным учеником, что тот обменялся с ним одеждой, которая была символом передачи буддийского учения. Среди учеников он был первым в аскетических практиках и достиг просветления вскоре после встречи с Буддой. У него часто бывали споры с Анандой, ближайшим помощником Будды, из-за разницы по взглядах. Несмотря на свою аскетическую, строгую и суровую репутацию, он проявлял интерес к общественным вопросам и обучению и был известен своим состраданием к бедным, благодаря чему иногда его описывают как противника установленного порядка. Он сыграл важную роль во время кремации Будды и возглавил последующий Первый собор. Считается, что он хотел допустить Ананду к участию в совете, несмотря на ограничения, а затем критиковал его за ряд нарушений, которые, по его мнению, совершил помощник Татхагаты.
Жизнь Махакашьяпы, описанная в ранних буддийских текстах, была тщательно изучена учёными, которые скептически отнеслись к его роли в кремации, действиям по отношению к Ананде и исторической достоверности самого совета. Ряд учёных выдвинул гипотезу о том, что позднее данные были приукрашены, чтобы подчеркнуть ценности буддийского общественного порядка, которые отстаивал Махакашьяпа, делая акцент на монашеской дисциплине и аскезе, в отличие от Ананды и других учеников. Несмотря на это, очевидно, что Махакашьяпа играл в буддийской общине важную роль в первые дни после паринирваны Будды, стремясь создать стабильную монашескую традицию. Он эффективно руководил сангхой в течение первых двадцати лет после Будды, став в ней самой влиятельной фигурой. По этой причине многие ранние буддийские школы считали его первым патриархом.
Во многих постканонических текстах говорится, что в конце своей жизни Махакашьяпа вошёл в глубокую медитацию, благодаря чему его физические останки сохранятся нетленными в пещере под горой Куккутапада до прихода следующего будды Майтрейи. Эта история привела к появлению нескольких культов и практик и была распространена в некоторых буддийских странах вплоть до нашего времени. Учёные истолковали это как повествование о физическом соединении Гаутамы Будды со следующим Буддой Майтрейей через тело Махакашьяпы и одежду Гаутамы Будды, которая покрывала останки его ученика. В чань-буддизме этой истории уделяется меньше внимания, но согласно неортодоксальным текстам, Гаутама Будда дал Махакашьяпе особую непосредственную передачу от ума к уму, которая стала характерной чертой чань. Важным символом этой передачи также была одежда. В буддийском искусстве Махакашьяпу часто изображают как символ уверенности и надежды на будущее буддизма.

## Субхути
Субхути (пали Subhadda) — это первый ученик среди тех, кто живёт уединённо и мирно (пали araṇavihārīnaṃ aggo), и тех, кто был достоин даров (пали dakkhiṇeyyānaṃ). Он упоминается в нескольких сутрах буддизма Махаяны, которые учат шуньяте. Алмазная сутра представляет собой беседу Будды с Субхути, который задаёт Просветлённому вопросы.

## Пунья Мантанипутта
Пунья Мантанипутта (IAST: Pūrṇa Maitrāyanīputra или пали Puṇṇa Mantānīputta) был величайшим учителем Дхаммы из всех учеников Будды и лучшим мастером проповеди.

## Катьяяна
Катьяяна (санскр. Kātyāyana, Mahākātyāyana, пали Mahākaccāna) лучше всех учеников умел объяснять краткие высказывания Будды (пали aggam sankhitena bhasitassa vittharena attham vibhajantanam).

## Анируддха
Ануруддха (санскр. Anuruddha, пали Aniruddha) был мастером ясновидения и практики четырёх основ внимательности (сатипаттхана). Ануруддха приходился Будде Шакьямуни двоюродным братом. Он с Анандой стали монахами одновременно.

## Упали
Упали (санскрит и пали Upāli), согласно ранним буддийским текстам, отвечал за чтение и составление кодекса монашеской дисциплины на Первом буддийском соборе поскольку был знатоком правил дисциплинарного характера и разъяснения заповедей. Упали был цирюльником из низшей касты. Он встретил Будду, когда был ещё ребёнком и позднее при рукоположении членов клана Шакья присоединился к ним. Фактически, он стал монахом раньше представителей знати, чем они доказали, что для них смирение превыше кастовых различий. Став монахом Упали освоил как Дхамму, так и Винаю. Его наставником был Каппитака. С ним часто советовались по вопросам Винаи. Однажды он рассматривал в конфликте из-за недвижимости дело монаха Аджука, обвинённого в пристрастности. Во время Первого Собора Упали было поручено зачитывать Винаю.
Учёными было высказано предположение, что в ранних текстах роль Упали была акцентирована в период составления кодекса монашеской дисциплины, когда Махакашьяпа и Упали считались самыми важными учениками. Позже Упали и его ученики стали известны как хранители Винаи (пали vinayadharas), которые поддерживали монашескую дисциплину после париниббаны Будды. Эта монашеская линия стала важной частью цейлонского и бирманского буддизма. В Китае в школе Винаи VII века Упали считался патриархом и один из основателей школы рассматривался как его реинкарнация. Беседы о Винае между Буддой и Упали были записаны в традициях пали и сарвастивада и являются важным предметом изучения современной этики в американском буддизме.

## Рахула
Рахула (пали Rāhula) был единственным сыном Сиддхартхи Гаутамы и его жены принцессы Яшодхары. Он упоминается в многочисленных буддийских текстах, начиная с раннего периода. Рассказы о Рахуле указывают на взаимное влияние жизни принца Сиддхартхи и членов его семьи. Согласно палийской традиции, мальчик родился в день отречения принца Сиддхарты и поэтому его назвали Рахула, что означает «оковы». Согласно традиции Муласарвастивады и множеству других более поздних источников, Рахула был только зачат в день ухода принца Сиддхартхи и родился шесть лет спустя, когда его отец стал просветлённым. Столь длительная беременность объясняется плохой кармой как матери, так и ребёнка, хотя также приводятся и более натуралистические причины. В результате позднего рождения Яшодхаре пришлось доказывать, что Рахула на самом деле сын принца Сиддхартхи с помощью поступка истины. Историк Вольфганг Шуманн утверждал, что принц Сиддхартха ждал рождения сына, чтобы иметь возможность покинуть дворец с разрешения царя, но востоковед Ноэль Пери считал более вероятным, что Рахула родился после ухода своего отца.
Когда мальчику было от семи до пятнадцати лет Будда возвратился в Капилавасту. Рахула должен был вступить на престол, поскольку его отец отрёкся, но сын также предпочёл монашескую жизнь и стал первым буддийским шраманерой. После нескольких проповедей Будды он достиг просветления. Согласно ранним буддийским текстам, Рахула умер прежде паринирваны Будды, более поздние традиции считают, что он пережил отца. Рахула известен своим рвением к обучению и на протяжении всей истории буддизма он почитался начинающими монахами и монахинями.

## Ананда
Ананда был главным помощником Будды. Среди множества учеников Будды Ананда выделялся феноменальной памятью. Считается, что большинство текстов ранней буддийской Сутта-питаки были составлены на основе его воспоминаний во время Первого буддийского собора. По этой причине он известен как «Хранитель Дхаммы». В ранних буддийских текстах говорится, что Ананда был двоюродным братом Сиддхартхи Гаутамы. Хотя данные в текстах относительно ранних лет жизни Ананды расходятся, общепринято, что его учителем был Пунья Мантанипутта. В течение 25 лет Ананда был личным помощником Будды. Он выполнял свои обязанности с большой преданностью и заботой и служил посредником между Буддой и мирянами, а также сангхой. Он сопровождал Татхагату вплоть до его паринирваны, действуя не только как помощник, но также как секретарь и глашатай.
Ученые скептически относятся к историчности многих событий в жизни Ананды, особенно во время Первого собора, и ещё только предстоит достичь консенсуса по этому поводу. Традиционные сведения можно почерпнуть из ранних текстов, комментариев и постканонических хроник. Ананда играл важную роль в учреждении ордена бхикшуни, попросив Будду выполнить просьбу его приёмной матери Махападжапати Готами (санскр. Mahāprajāpatī Gautamī) и позволить ей принять посвящение. Ананда также сопровождал Будду в последний год его жизни и поэтому был свидетелем многих проповедей и участником бесед, в которых Будда излагал своё Учение, в том числе хорошо известный принцип, согласно которому буддийское сообщество должно принять в качестве прибежища Дхамму и Винаю. Последний период жизни Будды также показывает, что Ананда был очень привязан к личности Будды и с великой скорбью наблюдал за его уходом.
Вскоре после смерти Будды был созван Первый буддийский совет и Ананде удалось достичь просветления непосредственно перед его началом, что было обязательным требованием для участия. На совете он выступил как живая память Будды, цитируя многие речи Татхагаты. На том же совете он был подвергнут критике со стороны Махакашьяпы за несколько проступков. Ананда продолжал проповедовать Дхамму до конца своей жизни, передавая своё духовное наследие. Его ученики Санаваса и Маджантика позже сыграли ведущую роль во Втором и Третьем буддийских соборах. Ананда умер в 463 г. до н. э. и на месте его смерти были воздвигнуты ступы.
Ананда — одна из самых любимых фигур в буддизме. Будда ценил его за прекрасную память, эрудицию и сострадание. В суттах Ананда часто выполняет контрастную роль, поскольку в отличие от Будды всё ещё не свободен от мирских привязанностей и не просветлён. В санскритских текстовых традициях Ананда является патриархом Дхаммы и принадлежит духовной линии, получая учения от Махакассапы и передавая их своим ученикам. Начиная с раннего средневековья Ананда почитался бхикшуни за свои заслуги в учреждении ордена монахинь. Композитор Рихард Вагнер написал черновик либретто об Ананде, на основе которого Джонатан Харви в 2007 году создал оперу «Сон Вагнера».

## Аналогичные списки
В палийском тексте Удана упоминается аналогичный список, в который включены одиннадцать, а не десять учеников, и пять имён в списках отличаются. В ранних санскритских и китайских текстах упоминаются только четыре просветлённых ученика, а в более поздней традиции восемь просветлённых учеников (например, в Манджушри-мула-кальпе; они также встречаются в бирманской традиции), шестнадцать архатов (в китайских и тибетских текстах) и восемнадцать учеников (в китайских текстах). В китайской традиции есть также упоминание о пятистах учениках.
| №   | Манджушри-мула-калпа        | Тексты Махаяны       | Палийские тексты |
| --- | --------------------------- | -------------------- | ---------------- |
| 1.  | Шарипутра                   | Шарипутра            | Шарипутра        |
| 2.  | Маудгальяяна                | Маудгальяяна         | Маудгальяяна     |
| 3.  | Махакашьяпа / Гаванпати     | Махакашьяпа          | Махакашьяпа      |
| 4.  | Субхути / Пинолабхарадваджа | Субхути              | Махакатьяна      |
| 5.  | Рахула / Пилиндаватса       | Пурна Майтраянипутра | Махакотхита      |
| 6.  | Нанда / Рахула              | Анируддха            | Капхина          |
| 7.  | Бхадрика / Махакашьяпа      | Махакатйаяна         | Махачунда        |
| 8.  | Капхина / Ананда            | Упали                | Анируддха        |
| 9.  | Нет данных                  | Рахула               | Ревата           |
| 10. | Нет данных                  | Ананда               | Девадатта        |
| 11. | Нет данных                  | Нет данных           | Ананда           |